# Łukasz Różycki
Łukasz Różycki (ur. 6 kwietnia 1983 w Koninie) – polski historyk, archeolog, dr hab. nauk humanistycznych, profesor uczelni Wydziału Historii Uniwersytetu im. Adama Mickiewicza w Poznaniu.

## Życiorys
Urodził się w Koninie. Ukończył I Liceum im. Tadeusza Kościuszki w Koninie. Następnie podjął studia na Wydziale Historii Uniwersytetu im. Adama Mickiewicza w Poznaniu, które ukończył w 2007 roku. W tym samym roku rozpoczął studia doktoranckie. 5 grudnia 2011 obronił pracę doktorską pt. Mauricii Strategicon; praktyczny podręcznik wojskowy i dzieło antykwaryczne (promotor: prof. dr hab. Kazimierz Ilski). W roku 2012 został zatrudniony w Instytucie Historii na Wydziale Nauk Społecznych i Humanistycznych Akademii Marynarki Wojennej w Gdyni, następnie od 2013 roku zatrudniony na stanowisku adiunkta w Instytucie Historii na Wydziale Historii Uniwersytetu im. Adama Mickiewicza w Poznaniu. 5 marca 2019 habilitował się na podstawie pracy zatytułowanej Bizancjum i jego armia w ostatnich dekadach VI stulecia. Otrzymał nominację profesorską. Jest profesorem uczelni na Wydziale Historii Uniwersytetu im. Adama Mickiewicza w Poznaniu.

## Wybrane publikacje[5]
1. Ł. Różycki, Patria 3.8. and echoes of Byzantine military manuals, Byzantinische Zeitschrift 116/3 (2023), s. 911-928.
2. Ł. Różycki, Battlefield Emotions in Late Antiquity: A Study of Fear and Motivation in Roman Military Treatises, Leiden: Brill, 2021.
3. Ł. Różycki, Strach i motywacja na późnoantycznym polu bitwy w świetle rzymskich traktatów wojskowych, Poznań 2018, ss. 219.
4. Teofilakt Simokatta, Historia powszechna, przekład, wstęp i komentarz A. Kotłowska, Ł. Różycki, Poznań 2016, ss. 498.
5. Ł. Różycki, Mauricii Strategicon praktyczny podręcznik wojskowy i dzieło antykwaryczne, Poznań 2015, ss. 262.
6. Ł. Różycki, The besieged: Role and place of civilian population during a siege as presented in military treatises of Late Antiquity, Prace Historyczne 145/45 (2018), s. 705–719
7. Ł. Różycki, The Strategikon as a source — Slavs and Avars in the eyes of Pseudo-Maurice, current state of research and future research perspectives, Acta Archaeologica Carpathica 52 (2017), s. 109-131.
8. A. Biernacki, Ł. Różycki, Early Byzantine Arms and Weapons from the Episcopal Complex in Novae, [w:] Proceedings of the First     International Roman and Late Antique Thrace Conference, National Archaeological Institute XLIV, Sofia 2018, s.453-466.
9. A. Kotłowska, Ł. Różycki, A. Gkoutzioukostas, De Historiarum indice Theophylacto Simocattae falso attributo observationes     selectae, Res Geste (5) 2017, s. 95-110.
10. Ł. Różycki, The story of Novae - from the Construction of the Fortress to the Battle of Adrianople, [w:] The Large Legionary Thermae in Novae (Moesia Inferior) (2nd-4th centuries A.D.), red. A. B. Biernacki, Poznań 2016, s. 455-478
11. A. Kotłowska Ł. Różycki, The Battle of Solachon of 586 in light of the works of Theophylact Simocatta and Theophanes Confessor (Homologetes), Travaux et Mémoires 19 (2015), s. 315-327.
12. Ł. Różycki, Fear - elements of Slavic "Psychological Warfare", Journal of Ancient History and Archeology t. 2.1/2015, s. 23-29.